# Trimalaconothrus oppositus
Trimalaconothrus oppositus är en kvalsterart som beskrevs av P. Balogh 1997. Trimalaconothrus oppositus ingår i släktet Trimalaconothrus och familjen Malaconothridae. Inga underarter finns listade i Catalogue of Life.